# George Rexstrew
George Rexstrew (nacido el 6 de mayo) es un actor británico conocido principalmente por sus papel de Edwin Paine en la serie Dead Boy Detectives distribuida por Netflix.

## Filmografía

### Series
| Año  | Título              | Rol         | Notas                         | ref   |
| ---- | ------------------- | ----------- | ----------------------------- | ----- |
| 2024 | Dead Boy Detectives | Edwin Paine | Elenco principal, 8 episodios | [ 4 ] |

### Cortometrajes
| Año  | Título                 | Rol   |
| ---- | ---------------------- | ----- |
| 2023 | Findhorn Case 31.08.18 | Fitzy |